# Мотьма (приток Тутки)
Мотьма (Большая Мотьма) — река в России, протекает в Костромской и Вологодской областях. Левый приток реки Тутка.

## География
Река Мотьма берёт начало в урочище Ключейское Болото в Солигаличском районе Костромской области как слияние ручьёв Большая Мотьма и Малая Мотьма. Течёт на запад по границе Костромской и Вологодской областей. Устье реки находится в Грязовецком районе Вологодской области в 40 км по левому берегу реки Тутка. Длина реки составляет 21 км, площадь водосборного бассейна 160 км².

## Данные водного реестра
По данным государственного водного реестра России относится к Верхневолжскому бассейновому округу, водохозяйственный участок реки — Кострома от истока до водомерного поста у деревни Исады, речной подбассейн реки — Волга ниже Рыбинского водохранилища до впадения Оки. Речной бассейн реки — (Верхняя) Волга до Куйбышевского водохранилища (без бассейна Оки).
Код объекта в государственном водном реестре — 08010300112110000011963.